# Besti flokkurinn
Besti flokkurinn (dall'islandese: Il Miglior Partito) era un partito politico islandese di orientamento socialdemocratico, fondato da Jón Gnarr il 16 novembre 2009. Era membro dell'Internazionale dei Partiti Pirata, senza però essere associato al Partito Pirata Islandese. Nel maggio 2014 Jón Gnarr ha annunciato che il partito si sarebbe dissolto alla fine del suo mandato da sindaco. Molti dei membri sono entrati in Futuro Luminoso, mentre Jón ha definitivamente terminato la sua carriera politica.

## Storia
Besti flokkurinn nasce nel 2009 come provocazione verso la politica islandese da parte dell'attore comico Jón Gnarr. Fin dall'inizio il partito ha affermato che tutti gli altri partiti sono segretamente corrotti e ha promesso di essere apertamente corrotto. Tra gli obiettivi originali c'era quello di satirizzare temi comuni nella politica islandese, in parte imitando le frasi standard, gli idiomi e il gergo usati dai politici islandesi.
Durante la campagna elettorale il neo-partito ha pubblicato su YouTube un video sulle note di Simply the Best di Tina Turner, diventata poi sigla del partito, il cui testo rielaborato rappresenta scherzosamente la loro proposta politica e fa satira sulla politica che si propone di cambiare. È stato anche realizzato un video musicale, con Ágústa Eva Erlendsdóttir.
Tuttavia nel giro di pochi mesi si è trasformato da movimento di protesta a un vero e proprio partito politico, candidato alle elezioni politiche della città di Reykjavík del 2010. Inaspettatamente il partito ottiene la maggioranza nel consiglio comunale di Reykjavík, ricevendo il 34,7% dei voti, e sconfiggendo il Partito dell'Indipendenza, che ha ricevuto il 33,6%. La nuova formazione riceve quindi 6 dei 15 seggi del consiglio e Jón Gnarr viene nominato sindaco, con l'incarico di formare una coalizione. Il partito si allea con Alleanza Socialdemocratica.
Dal suo successo elettorale, il Besti flokkurinn è diventato più serio, iniziando a mostrare un genuino interesse verso il governo e assumendo posizioni di sinistra su molte questioni. Sebbene Jón Gnarr si identifichi come un anarchico, il partito nel suo insieme era più vicino al centro-sinistra.
Alla fine del 2012, il partito si è unito a Futuro Luminoso e ha partecipato alle elezioni parlamentari islandesi del 2013 sotto tale nome. Jón Gnarr, allora sindaco, e Óttarr Proppé, un consigliere comunale di Reykjavík, erano candidati per il nuovo partito in quelle elezioni. Il vicepresidente di Besti flokkurinn, Heiða Kristín Helgadóttir, è anche la presidente di Futuro Luminoso.
In seguito a nuove elezioni, il 17 giugno 2014, il socialdemocratico Dagur B. Eggertsson, già sindaco dal 2007 al 2008, prende il posto Jón Gnarr come sindaco di Reykjavik. Quest'ultimo annuncia la dissoluzione del Besti flokkurinn e il suo ritiro dalla politica, ritenendo che "l'esercizio del potere ha un tempo, e questa opportunità deve anche poter ricadere su altri uomini competenti".

## Piattaforma politica
La politica del partito è stata delineata sul suo sito web. "La strategia del Besti flokkurinn si basa sulla migliore di tutte le strategie. Facciamo affidamento principalmente su politiche che hanno gettato le basi per il welfare dei paesi nordici e del Nord Europa. Suona davvero bene detto così. Nella stessa era in cui sia la tutela dell'economia pianificata statale che l'indifferenza e la convinzione di mercato del neoliberismo sono naufragate in pochi anni, le società basate sulla democrazia diretta sono le più forti...In realtà, non abbiamo alcuna politica, ma facciamo finta di averne una."
Le politiche dichiarate del partito erano:
- Istituire trasporti pubblici gratuiti per studenti e poveri
- Introdurre cure dentistiche gratuite per bambini e poveri
- Aiutare le famiglie
- Migliorare le condizioni di vita per le persone svantaggiate
- Fermare la corruzione
- Stabilire pari opportunità per tutti
- Aumentare la trasparenza nella politica
- Instaurare una democrazia partecipativa
- Cancellare tutti i debiti delle famiglie islandesi
- Citare in giudizio i responsabili del collasso bancario islandese
- Ottenere la completa uguaglianza tra uomini e donne
- Ascoltare di più le donne e gli anziani

Alcune delle proposte più stravaganti:
- Stabilire l'accesso gratuito alla piscina per tutti e gli asciugamani gratuiti
- Ospitare un orso polare allo zoo della città
- Importare ebrei in Islanda come migliori economisti
- Liberare il parlamento dalla droga entro il 2021
- Rendere il consiglio comunale inattivo
- Costruire un parco Disneyland vicino all'aeroporto della capitale